# بلال خان (لاعب كرة قدم)
بلال خان (بالإنجليزية: Bilal Khan)‏ هو رياضي ولاعب كرة قدم هندي، ولد في 12 سبتمبر 1994 في Khurja ‏ في الهند.

## وصلات خارجية
- بلال خان على موقع قاعدة بيانات كرة القدم.إي يو (الإنجليزية)
- بلال خان على موقع Soccerway.com (الإنجليزية)